# تومویون
تومویون (به لاتین: Töömoyun) یک منطقهٔ مسکونی در قرقیزستان است که در استان اوش واقع شده‌است. تومویون ۱٬۴۰۳ متر بالاتر از سطح دریا واقع شده‌است.